# Glyphodes streptostigma
Glyphodes streptostigma là một loài bướm đêm trong họ Crambidae.